# 가지니
《가지니》(힌디어: गजनी)는 2008년 개봉한 인도의 액션 스릴러 영화이다. AR 무루가도스가 감독과 공동각본을 맡았다.

## 출연

### 주연
- 아미르 칸
- 티누 아난드

### 조연
- 아신
- 비브하 크하이버
- 서닐 글로버
- 리야즈 칸
- 앤점 라자베리
- 프라딥 싱 라워
- 쿠날 비제이카르
- 아시프 아메드

## 기타
- 각색: 피유시 미쉬라
- Line PD: 하리쉬 아민
- 의상: 아준 바신